# فوق طبيعي
فوق الطبيعي أو الخارق للطبيعة هو مفهوم نطاق أو مجال يتجاوز كون الزمكان الطبيعي أو يتخطاه، أو بطريقة ما «أعلى» منه. ينطبق المفهوم في بعض الأحيان على كيانات أو أحداث تحدث خارج نطاق الفهم العلمي لقوانين الطبيعة، لكن مع ذلك يجادل المؤمنون في وجودها. تتضمن الأمثلة على ذلك الملائكة، والآلهة، والمعبودات، والأرواح، بالإضافة إلى القدرات البشرية مثل السحر، والتحريك العقلي، والتبصُّر، والإدراك خارج الحواس.
جرى تاريخيًا الابتهال إلى القوى الخارقة من أجل تفسير الظواهر المتنوعة مثل البرق، والفصول، والحواس البشرية. يؤكد علماء الطبيعة أنه لا وجود لشيء ما وراء العالم المادي، ويشيرون إلى نقص الأدلة الجديرة بالثقة فيما يخص أي شيء فوق طبيعي، من ثَم البقاء في مواقف مُشككة تجاه المفاهيم فوق طبيعية.
تُبرَز الأمور فوق طبيعية في السياقات الدينية والتنجيم، ويمكن أيضًا إظهارها بمثابة تفسير في سياقات أكثر دنيوية، كما هو الحال في الخرافات أو الإيمان بالخوارق.

## اشتقاق المفهوم وتاريخه
تأتي الكلمة بمثابة صفة واسم، وتنحدر من الكلمة الإنجليزية المركبة الحديثة فوق طبيعي، بالإنجليزية supernatural، التي دخلت إلى اللغة من مصدرين: من فرنسية العصور الوسطى (supernaturel) بشكل مباشر من سلف مصطلح في فرنسية العصور الوسطى، واللاتينية بعد الكلاسيكية (supernaturalis). كان الاستخدام الأول للكلمة اللاتينية بعد الكلاسيكية ((supernaturalis أو فوق طبيعي في القرن السادس عشر، وقد مزجت ما بين البادئة اللاتينية فوق أو super، والكلمة nātūrālis  أي الطبيعة. وكان الظهور الأول المعروف للكلمة في اللغة الإنجليزية في ترجمة إنجليزية العصور الوسطى لحوار كاترينا من سيينا.
تغيرت القيمة الدلالية للمصطلح عبر تاريخ استخدامه. أشار المصطلح في الأصل بشكل حصري إلى الفهم المسيحي للعالم. على سبيل المثال، يمكن أن يعني المصطلح عند استخدامه بمثابة صفة «الانتماء إلى نطاق أو نظام يتجاوز الطبيعة، كتلك الكينونات الإلهية أو السحرية أو الشبحية، ويُعزى إليها أو يُعتقد أنها تكشف بعض القوى التي تتجاوز الفهم العلمي أو قوانين الطبيعة، مثل التنجيم أو الخوارق» أو «أنه شيء أكثر من طبيعي أو عادي، أو أنه عظيم بشكل غير طبيعي أو غير عادي، أو خارق للطبيعة أو خارق للعادي». تشمل الاستخدامات القديمة «الميتافيزيقيا أو ما يرتبط بها أو يتعامل معها». وعند استخدامه بمثابة اسم، يمكن أن يعني المصطلح «كائن فوق طبيعي»، ويتميز بشكل خاص بتاريخ قوي من توظيفه في فيما يخص كيانات من الأساطير الأمريكية الأصلية.
ساهمت الحوارات من الفلسفة الأفلاطونية المحدثة في القرن الثالث الميلادي في تطوير مفهوم فوق الطبيعي عن طريق علم اللاهوت المسيحي في القرون اللاحقة. كان مصطلح الطبيعة موجودًا منذ العصور القديمة في كتابات المؤلفين اللاتينيين مثل أوغسطينوس الذي استخدم هذه الكلمة وجذورها 600 مرة على الأقل في كتاب مدينة الله. كان لكلمة «طبيعة» في العصور الوسطى عشرة معانٍ مختلفة ولكلمة «طبيعي» أحد عشر معنىً مختلفًا. تساءل بيتر لومبادر، وهو فيلسوف مدرسي قروسطي من القرن الثاني عشر، عن الأسباب المتجاوزة للطبيعة، أي عن كيفية وجود أسباب استأثر بها الرب وحده. استخدم المصطلح اللاتيني (praeter naturam)  في كتاباته الذي يعني ما وراء الطبيعة. صنّف توما الأكويني المعجزات إلى ثلاث فئات: «فوق الطبيعة»، و«ما وراء الطبيعة»، و«ضد الطبيعة». وبذلك، زاد التمييز بين الطبيعة والمعجزات أكثر مما فعله آباء الكنيسة الأوائل. ونتيجةً لذلك خلق فصلًا بين الأنواع الطبيعية وفوق الطبيعية. على الرغم من استخدام عبارة  (supra naturam) أو فوق الطبيعي، منذ القرن الرابع الميلادي، استخدم توما الأكويني مصطلح فوق الطبيعي أو «supernaturalis» في القرن الثالث عشر، ومع ذلك وجب على هذا المصطلح الانتظار حتى نهاية العصور الوسطى قبل أن يُستخدم بشكل أكثر شيوعًا. كانت النقاشات حول «الطبيعة» في الفترة المدرسية متنوعة ومضطربة مصحوبةً ببعض المُسلمات أنّه حتى المعجزات كانت طبيعية، وأنّ السحر الطبيعي كان جزءًا طبيعيًا من العالم.

## نظرية المعرفة والميتافيزيقيا
قد يصعب التعامل مع الاعتبارات الميتافيزيقية للوجود فوق الطبيعي بمثابة ممارسة في الفلسفة أو علم اللاهوت، لأنه من الطبيعي أن يجري عكس أي تبعيات على نقيضها في النهاية أو رفضها.

من العوامل المعقدة وجودُ خلاف حول تعريف «الطبيعية» وحدود الطبيعانية الوجودية. ترتبط المفاهيم في المجال فوق الطبيعي بشكل وثيق بمفاهيم الروحانية الدينية، ومذهب التنجيم، والروحية.